# Ambrozije Benković
Ambrozije Benković (Ugljara, 29. studenog 1890. – Vinkovci, 20. prosinca 1970.) bio je hrvatski katolički svećenik i publicist.

## Životopis
Završio je osnovnu školu u Orašju te klasičnu gimnaziju u Travniku. Studirao je teologiju u Sarajevu te je zaređen za svećenika 1913. godine. Službovao je kao kapelan i vjeroučitelj u Sarajevu te kao župnik u Zavidovićima, Poljacima, Vidovicama, Bežljama, Brezi, Gračanici Skopaljskoj, Doboju, Modriči i Lukavcu. Godine 1963. imenovan je začasnim kanonikom sarajevskog Kaptola. Nakon umirovljenja nastanio se u Županji.
Pisao je članke s područja književnosti, teologije i povijesti te prijevode. Izdao je 53 knjižice vjerske tematike.

### Članci
- Babić, Marko. 1983. Benković, Ambrozije. Hrvatski biografski leksikon. Zagreb.  journal zahtijeva |journal= (pomoć)
- Zovkić, Mato. 2020. Karlo Cankar, Slovenac svećenik u Bosni (1877.-1953.). Vrhbosnensia. Univerzitet u Sarajevu – Katolički bogoslovni fakultet. Sarajevo. 24 (1): 59–101